# Augusto de Sousa Brandão

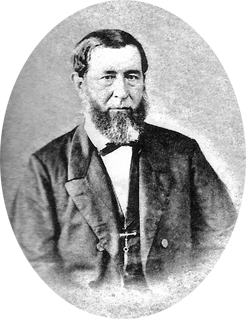

Augusto de Sousa Brandão, segundo barão de Cantagalo (Cantagalo,  — {{onde}], ) foi um médico, fazendeiro e político brasileiro.
Casou-se com Francisca Cândida Laper. Era proprietário da Fazenda Santana, além de filiado ao Partido Liberal.
Agraciado barão em 24 de fevereiro de 1883.